# Баллао
Баллао (итал. Ballao) — коммуна в Италии, располагается в регионе Сардиния, в провинции Кальяри.
Население составляет 971 человек (2008 г.), плотность населения составляет 21 чел./км². Занимает площадь 47 км². Почтовый индекс — 9040. Телефонный код — 070.
Покровительницей коммуны почитается святая равноапостольная Мария Магдалина, празднование 22 июля.

## Демография
Динамика населения:

## Администрация коммуны
- Официальный сайт: http://www.comune.ballao.ca.it Архивная копия от 7 августа 2020 на Wayback Machine